# Robert W. Everett
Robert William Everett (* 3. März 1839 bei Hayneville, Houston County, Georgia; † 27. Februar 1915 in Rockmart, Georgia) war ein US-amerikanischer Politiker. Zwischen 1891 und 1893 vertrat er den Bundesstaat Georgia im US-Repräsentantenhaus.

## Werdegang
Robert Everett besuchte die öffentlichen Schulen seiner Heimat und die Hayneville Academy. Danach studierte er bis 1859 an der Mercer University in Macon. Anschließend unterrichtete er zwei Jahre lang als Lehrer. Während des Bürgerkrieges war er Feldwebel im Heer der Konföderation. Nach dem Krieg arbeitete Everett bis 1872 wieder als Lehrer. Danach wurde er in der Landwirtschaft tätig. Zwischen 1875 und 1880 war er im Polk County Beauftragter für das Straßen- und Steuerwesen (Commissioner of Roads and Revenue). Von 1880 bis 1891 war er Mitglied im Bildungsausschuss dieses Bezirks, dessen Vorsitz er seit 1882 innehatte.
Politisch war Everett Mitglied der Demokratischen Partei. Zwischen 1882 und 1885 saß er als Abgeordneter im Repräsentantenhaus von Georgia. Bei den Kongresswahlen des Jahres 1890 wurde er im siebten Wahlbezirk von Georgia in das US-Repräsentantenhaus in Washington, D.C. gewählt, wo er am 4. März 1891 die Nachfolge von Judson C. Clements antrat. Da er im Jahr 1892 auf eine erneute Kandidatur verzichtete, konnte er bis zum 3. März 1893 nur eine Legislaturperiode im Kongress absolvieren.
Nach seinem Ausscheiden aus dem US-Repräsentantenhaus arbeitete Robert Everett wieder in der Landwirtschaft. In den Jahren 1898 und 1899 war er erneut Abgeordneter im Repräsentantenhaus von Georgia. Danach zog er sich in den Ruhestand zurück, den er in Rockmart verbrachte.